# Sergio Felipe Román Palacio
Sergio Felipe Román Palacio (Manizales, Colombia; 21 de mayo de 1995) es un futbolista colombiano. Juega de portero y su equipo actual es Patriotas Boyacá de la Categoría Primera A de Colombia.

## Trayectoria

### Once Caldas
Debutó con el Once Caldas el  2014 en un partido por cuartos de final de la liga Colombiana ante Independiente Santa Fe. Para el 2017 se convierte en el segundo arquero del equipo, después de José Fernando Cuadrado y comienza a ser tenido en cuenta en Copa Colombia en la que es titular.

## Estadísticas
| Club        | Div.       | Temporada  | Liga  | Liga  | Copa Nacional | Copa Nacional | Copa Internacional | Copa Internacional | Total | Total |
| Club        | Div.       | Temporada  | Part. | Goles | Part.         | Goles         | Part.              | Goles              | Part. | Goles |
| ----------- | ---------- | ---------- | ----- | ----- | ------------- | ------------- | ------------------ | ------------------ | ----- | ----- |
| Once Caldas |            |            |       |       |               |               |                    |                    |       |       |
| 1.ª         | 2014       | 2          | 0     | 0     | 0             | -             | -                  | 2                  | 0     |       |
| 1.ª         | 2015       | 0          | 0     | 0     | 0             | -             | -                  | 0                  | 0     |       |
| 1.ª         | 2016       | 0          | 0     | 0     | 0             | -             | -                  | 0                  | 0     |       |
| 1.ª         | 2017       | 2          | 0     | 2     | 0             | -             | -                  | 4                  | 0     |       |
| 1.ª         | 2018       | 4          | 0     | 2     | 0             | -             | -                  | 6                  | 0     |       |
| 1.ª         | 2019       | 11         | 0     | 0     | 0             | -             | -                  | 11                 | 0     |       |
| 1.ª         | 2020       | 9          | 0     | 0     | 0             | -             | -                  | 9                  | 0     |       |
| Total club  | Total club | 28         | 0     | 4     | 0             | 0             | 0                  | 32                 | 0     |       |
| La Equidad  | 1.a        | 2021       | 12    | 0     | 4             | 0             | 4                  | 0                  | 20    | 0     |
| La Equidad  | 1.a        | 2022       | 5     | 0     | 0             | 0             | 1                  | 0                  | 6     | 0     |
| La Equidad  | Total club | Total club | 17    | 0     | 4             | 0             | 5                  | 0                  | 26    | 0     |